# Jüchen
Jüchen (Nederlands vroeger : Juchen) is een gemeente in de Duitse deelstaat Noordrijn-Westfalen, gelegen in de Rhein-Kreis Neuss. Jüchen ligt tussen Mönchengladbach en Grevenbroich en telt 23.516 inwoners (31 december 2020) op een oppervlakte van 71,87 km².
De bruinkoolgroeve Garzweiler ligt direct ten zuiden van Jüchen. Voor deze groeve moesten de dorpen Otzenrath, Spenrath en Holz worden afgebroken.

## Geschiedenis
Bedburdyck, ooit een zelfstandige gemeente in de kreis Grevenbroich, is sinds 1975 een deel van Jüchen. In Bedburdyck bevindt zich het Kasteel van Dyck van de vroegere rijksheerlijkheid Dyck.

## Plaatsen in de gemeente Jüchen
| - Aldenhoven - Bedburdyck - Damm - Dürselen - Garzweiler - Gierath - Gubberath - Hackhausen - Herberath - Hochneukirch - Holz (Alt-Holz en Neu-Holz) - Hoppers - Kamphausen | - Kelzenberg - Mürmeln - Neuenhoven - Otzenrath (Alt-Otzenrath en Neu-Otzenrath) - Rath - Schaan - Schlich - Spenrath (Alt-Spenrath en Neu-Spenrath) - Stessen - Stolzenberg - Waat - Wallrath - Wey |

## Afbeeldingen

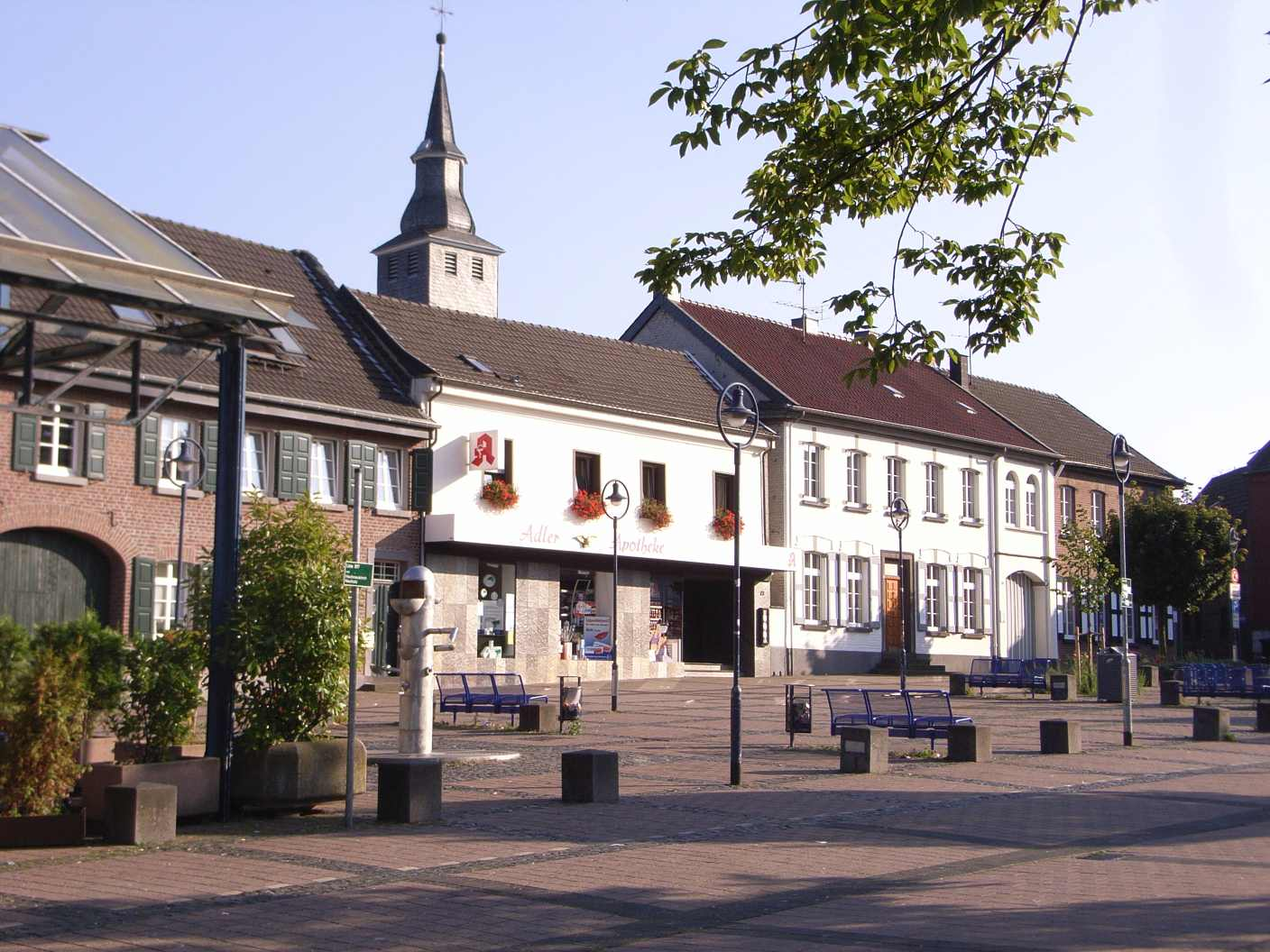
Marktplatz
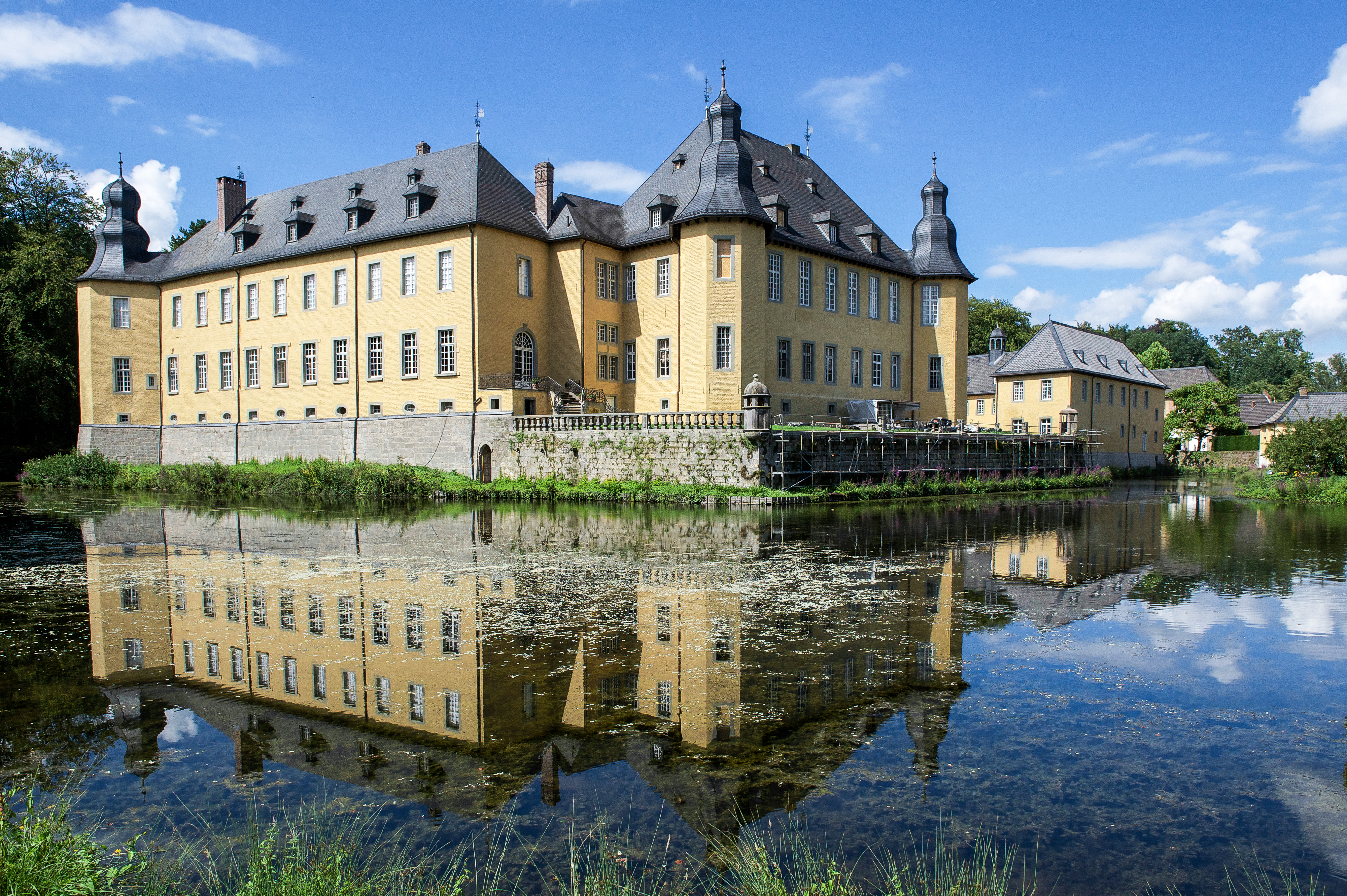
Schloss Dyck

Dormagen · Grevenbroich · Jüchen · Kaarst · Korschenbroich · Meerbusch · Neuss · Rommerskirchen